# Гюнгёр, Эмре
Фехми́ Эмре́ Гюнгёр (тур. Fehmi Emre Güngör; 1 августа 1984, Стамбул) — турецкий футболист, центральный защитник.

## Карьера
Эмре начал заниматься футболом в возрасте 11 лет в академии «Бакыркёйспора», а внимание команд Суперлиги Турции привлёк уже в 17 лет. Талантливый защитник, высоко оцениваемый турецкими специалистами. В возрасте 23 лет уже стал капитаном «Анкарагюджю» благодаря лидерским качествам и надежной игре. По отзывам местной прессы, «одна из главных надежд сборной на международных турнирах». Борьбу за защитника вёл также «Фенербахче», однако футболист предпочёл «Галатасарай».
В «Анкарагюджю» Гюнгёр перебрался в 2001 году из «Бакыркёйспора» и дебютировал в высшем дивизионе в возрасте 17 лет. Сезон 2003/04 провёл в аренде у выступавшего во втором дивизионе «Телекомспора», после чего вернулся в «Анкарагюджю». Стремительно прогрессировал и к 23 годам стал капитаном команды.
В сезоне 2006/07 сыграл 30 матчей в стартовом составе и забил один гол. Это вызвало интерес у ведущих клубов страны, и в январе 2008 года Гюнгёр оказался в «Галатасарае». Дебют футболиста выпал на 12 января 2008 года, против команды «Ризеспор», где стамбульцы победили 5:2, а Эмре вышел на замену на 87-й минуте матча. Место в основе он получил во время отъезда Ригобера Сонга на Кубок африканских наций, впоследствии быстро адаптировался и прочно занял место в защите клуба. В первом же сезоне завоевал со стамбульцами золотые медали.

## Карьера в сборной
За молодёжные сборные Турции Гюнгёр провёл 43 матча. В главной сборной Эмре дебютировал перед Евро-2008, сыграв в победном для турок товарищеском матче против сборной Словакии (1:0). В заявку команды на чемпионат Европы Гюнгер попал лишь благодаря травме Гёкхана Гёнюла, который, как планировалось, должен был опекать Криштиану Роналду в дебютном матче Евро. Сам Гюнгёр сыграл лишь в одном матче чемпионата Европы — против сборной Чехии, тем не менее вместе со своей сборной Эмре стал бронзовым призёром чемпионата Европы.

## Достижения
- Галатасарай
  - Чемпион Турции (1): 2007/08
  - Обладатель Суперкубка Турции (1): 2008
- Сборная Турции
  - Бронзовый призёр Чемпионата Европы 2008

## Личная жизнь
Семейное положение — женат, в декабре 2007 года родился сын.